# Sugar Ray Robinson
Pour les articles homonymes, voir Ray Robinson et Robinson.
Walker Smith Jr. dit Sugar Ray Robinson (né le 3 mai 1921 à Ailey et mort le 12 avril 1989 à Culver City) est un boxeur américain professionnel s'étant illustré entre les années 1940 et les années 1960, et souvent cité à ce titre parmi les plus illustres pugilistes de l'histoire. Ses prestations sur le ring ont incité nombre d'observateurs à créer le classement pound for pound, permettant ainsi de comparer les boxeurs au-delà des différences de catégories de poids. Il est intronisé à l'International Boxing Hall of Fame dès sa création en 1990.
Il est resté invaincu durant sa carrière amateur totalisant 85 victoires en autant de combat dont 69 obtenues sur knockout (KO), 40 dès le premier round. Promu professionnel en 1940, il remporte 128 victoires dont 84 sur KO sur les 131 combats — 1 défaite et 2 nuls — qu'il dispute jusqu'en 1951. À partir de 1946, il domine mondialement les poids welters et s'impose même chez les moyens la dernière année. Après s'être retiré en 1952, il revient en 1954 et regagne la ceinture mondiale des moyens en 1955. En 1958, il devient le premier boxeur à remporter un même titre mondial à cinq reprises. Nommé boxeur de l'année en 1942 et 1951, il affronte les plus célèbres boxeurs tels que Jake LaMotta, Carmen Basilio, Gene Fullmer, ou Bobo Olson au cours de ses 202 combats professionnels. Vingt-cinq ans après l'avoir débutée, il met fin à sa carrière professionnelle en 1965.
Plusieurs titres honorifiques lui reviennent depuis sa retraite. Désigné « plus grand boxeur du XXe siècle » par l'Associated Press, il est nommé en 2007 « plus grand boxeur de l'histoire » selon le site Internet d'ESPN. En 1997, le très renommé Ring Magazine le place quant à lui en tête de son classement pound for pound, et le considère meilleur combattant des années 1950. Il reçoit également les honneurs de ses pairs comme Joe Louis, Sugar Ray Leonard ou Mohammed Ali qui le surnomme « The Greatest ».
Célèbre pour son mode de vie flamboyant en dehors des salles de boxe, il est aussi le premier sportif reconnu pour avoir mis à contribution son « entourage ». Reconverti sans succès dans le show business, il meurt ruiné en 1989.

## Jeunesse
Sugar Ray Robinson naît sous le nom de Walker Smith Jr. à Ailey en Géorgie selon son certificat de naissance ou à Détroit dans le Michigan selon son autobiographie. Ses parents sont Walker Smith Sr. et Leila Hurst ; ils ont deux autres enfants : Marie, l'aînée, née en 1917, et Evelyn née en 1919. Le chef de famille travaille dans les champs de coton, d'arachide et de maïs en Géorgie avant de rejoindre Détroit où il commence à travailler dans le bâtiment. Plus tard comme égoutier, il trouve un deuxième emploi afin d'assurer la bonne intégration de sa famille. Robinson déclare à ce sujet : « Il se levait tous les matins à 6 heures et ne revenait à la maison que vers minuit, cela six jours sur sept. Je ne le voyais réellement que le dimanche... bien trop peu pour moi ».
Quand ses parents se séparent alors qu'il a 12 ans, il suit sa mère à Harlem. Il espère alors devenir médecin mais après avoir fui l'école De Witt Clinton en classe de troisième, il décide de se lancer dans la boxe. mais on lui refuse l'accès car il doit d'abord obtenir une licence auprès de l'Amateur Athletic Union qui n'attribue ce document qu'à partir de 16 ans. Pour enfreindre la règle et commencer la boxe, il emprunte la carte de membre d'un ami, Ray Robinson. Ce nom d'emprunt se joint plus tard au surnom que lui donne son manager George Gainford, Sugar, décrivant son style « doux comme du sucre » ("sweet as sugar"). C'est comme cela que Walker Smith Jr. devient Sugar Ray Robinson et entame sa carrière.
Jeune, Robinson idolâtre Henry Armstrong et plus encore Joe Louis, d'autant plus qu'il vivait dans le même quartier que ce dernier à Détroit quand il avait 11 ans et que Louis en avait 17. Il révèle par ailleurs dans son autobiographie avoir été dévasté par la défaite de Joe Louis contre Max Schmeling en 1936, pensant même brièvement à arrêter la boxe. En dehors des ring, le jeune Robinson entre dans la délinquance de rue et intègre même un gang. Par ailleurs marié à 16 ans, il devient père d'un enfant avant de divorcer à 19 ans. Il mène toutefois sa carrière amateur avec réussite et la termine avec un bilan parfait de 85 victoires en autant de combats (69 victoires par KO dont 40 dans la première reprise). Il remporte les Golden Gloves dans la catégorie des poids plumes en 1939, puis des poids légers en 1940.

## Carrière professionnelle

### Premiers combats
Ray Robinson fait ses débuts professionnels le 4 octobre 1940 en battant Joe Echevarria par KO dès le second round. Il monte cinq autres fois sur les rings en 1940, cinq combats tous remportés par KO. En 1941, il vainc le champion du monde des légers Sammy Angott, le futur champion Marty Servo et l'ancien champion Fritzie Zivic. Mais puisque Sammy Angott ne souhaite pas risquer la perte du titre mondial, c'est au-delà de la masse limite autorisée pour un combat de poids légers que le duel a lieu, rendant impossible une transmission du titre planétaire. Il bat Zivic devant 20 551 personnes au Madison Square Garden de New York, l'une des plus grosses affluences observées sur ce site jusqu'alors. Face à ce boxeur, Robinson remporte les cinq premières reprises selon le journaliste du New York Times Joseph C. Nichols, mais Zivic frappe plusieurs fois la tête de Robinson durant les 6e et 7e rounds. Contrôlant les deux rounds suivants, Robinson touche de nouveau son adversaire qui vacille lors du 9e. La dernière reprise n'inverse pas le court du combat puisque Robinson est déclaré vainqueur aux points, à l'unanimité des trois juges.
Lors de la revanche organisée en janvier 1942, Robinson met Zivic KO à la 10e reprise ; le second revers par KO de la carrière de Zivic en plus de 150 combats. Robinson avait déjà mis à terre son adversaire lors du 9e round. Zivic et son coin ont beau protester contre l'arrêt de l'arbitre lorsqu'il chute de nouveau, mais la défaite est là. « Ils critiquent un acte d'humanité » écrit après la rencontre James P. Dawson du New York Times, ajoutant que« la bataille s'est tout simplement résumée à un massacre ».
Robinson enchaîne après quatre victoires par KO avant de battre de nouveau Servo en mai 1942 dans un combat dont la décision finale provoque une controverse. Après trois nouveaux succès, il rencontre pour la première fois Jake LaMotta, en octobre, qui allait devenir l'un de ses grands rivaux. Robinson bat LaMotta par une décision unanime bien qu'il rende 5,4 kg à son adversaire (66 kg contre 71,4 kg). Cet écart n'empêche pas Robinson de dominer le combat de bout en bout, portant les coups les plus rudes à LaMotta. Jusqu'en décembre, Robinson demeure invaincu lors des quatre combats suivants, dont deux contre Izzy Jannazzo. Vainqueur avec la manière de ses quatorze combats en 1942, Ray Robinson est nommé boxeur de l'année par le magazine Ring Magazine.
Son invincibilité se termine lors de son 41e combat professionnel et un match en dix rounds l'opposant à Jack LaMotta,. Les 7,3 kg de plus de ce dernier font la différence et permettent à LaMotta de mettre à terre Robinson déclaré vaincu par décision arbitrale. Une foule immense assiste au combat qui se déroule à Détroit, l'ancienne ville de Robinson. D'abord muselé par Robinson, LaMotta reprend progressivement le dessus. Moins de trois semaines plus tard, Robinson s'impose lors d'une troisième confrontation avec LaMotta avant d'affronter et de vaincre l'une des idoles de jeunesse, Henry Armstrong.
Le 27 février 1943, Robinson est appelé pour rejoindre l'US Army, qui l'identifie toujours comme Walker Smith. Il sert quinze mois durant lesquels il retrouve Joe Louis avec qui il organise quelques matchs exhibitions devant les troupes américaines. Il se signale par ailleurs en s'opposant plusieurs fois à ses supérieurs qu'il soupçonne de discriminations. Ainsi, il refuse plusieurs combats quand il se rend compte que les soldats noirs ne peuvent assister à ces rencontres. En 1944, il est examiné par les autorités militaires qui lui trouvent un déficit mental, puis est réformé le 3 juin 1944. Durant son service, Robinson se lie d'amitié avec Joe Louis mais les deux boxeurs retournent à leurs affaires après. Ils envisagent toutefois de lancer un débit d'alcool à New York mais ce projet échoue car on leur refuse l'autorisation à cause de leur couleur de peau.
Outre la défaite de la revanche face à LaMotta, l'unique résultat non-positif de Ray Robinson est un match nul en dix rounds concédé contre Jose Basora en 1945.

### Champion du monde des poids welters
Jusqu'en 1946, Robinson a disputé 75 combats professionnels, présentant un bilan de 73 victoires, 1 défaite et 1 match nul. Plus encore, il compte des succès face aux principales figures de la catégories des poids welters. Cependant, en refusant de coopérer avec les très influentes organisations mafieuses, il ne peut obtenir une chance mondiale malgré ses performances. Il finit néanmoins par obtenir cette occasion en affrontant Tommy Bell le 20 décembre 1946 au Madison Square Garden, avec pour enjeu le gain du titre mondial des poids welters laissé vacant par Marty Servo. Robinson, qui a déjà battu Bell lors d'un combat disputé l'année précédente, est mis à terre dès la 2e reprise mais parvient à se relever. Au terme des 15 rounds, la décision arbitrale, serrée, penche en la faveur de Robinson qui enlève le titre mondial des welters.
L'année suivante, après quatre victoires sans enjeu, il défend avec succès pour la première son titre mondial en mettant KO Jimmy Doyle au 8e round. L'épilogue du match est cependant dramatique : Doyle, touché par un crochet du gauche, ne reprend pas conscience même après le décompte du juge-arbitre. Immédiatement transféré à l'hôpital, il meurt quelques heures plus tard. Robinson admet plus tard que l'impact du décès de Doyle est « très difficile », d'autant plus qu'il révèle avoir rêvé de la mort accidentelle de son concurrent auparavant. Affecté par ce rêve, il décide d'annuler sa défense mais revient sur sa décision sur les conseils d'un prêtre.
Après deux défenses victorieuses en décembre 1947 et juin 1948, il dispute un combat disputé sans enjeu contre le futur champion du monde Kid Gavilan. Ce dernier touche plusieurs fois Robinson qui maîtrise toutefois les derniers rounds en enchaînant plusieurs séries de directs et crochets du gauche. En 1949, il monte 13 fois sur le ring mais une seule fois pour défendre son titre mondial. Robinson retrouve en effet Gavilan qu'il bat une deuxième fois sur décision en prenant le dessus sur son adversaire dans la seconde moitié du combat. Un seul boxeur accroche Ray Robinson cette année : Henry Brimm qui décroche un match nul en 10 rounds en février à Buffalo.
Sugar Ray Robinson combat 19 fois en 1950 dont une fois pour défendre son titre, l'ultime défense du titre mondial des welters. Face à Charley Fusari, il s'impose aux points. Après ce dernier combat, hormis 1 dollar, il décide de reverser le solde de sa victoire à la recherche contre le cancer. Auparavant, il affronte George Costner dans un combat précédé de plusieurs provocations. Costner partage en effet le même surnom que Robinson — Sugar — et clame, les semaines précédant le match, être l'unique boxeur digne de ce nom. « Nous ferions mieux de boxer car le ring est seul juge » déclare Robinson en montant sur ce dernier, ajoutant « C'est moi Sugar, pas toi. ». Robinson met Fusari KO après 2 min et 49 secondes. Il termine l'année en effectuant une première tournée sur le continent européen, à Paris, Bruxelles, Genève et Francfort où il affronte avec succès des boxeurs français, néerlandais ou allemand.

### Champion du monde des poids moyens
Dans son autobiographie, Robinson admet que son passage dans la catégorie de poids supérieure des moyens relève de difficultés croissantes à se maintenir dans la fourchette de poids des poids welters. Mais ce virage pourrait s'avouer bénéfique en terme financier car certains des pugilistes les plus renommés évoluent dans cette catégorie. Dès 1950, Robinson s'impose contre le Français Robert Villemain pour le titre des poids moyens de l'État de Pennsylvanie. L'année suivante, il défend avec succès son titre contre Jose Basora, le même Basora qui avait accroché un match nul en 1945. Cette fois-ci, Ray Robinson met son adversaire après 50 secondes sur le ring, établissant un record de vitesse battu seulement 38 ans plus tard. Plus tard, il s'impose sur Carl Olson, un futur champion du monde de la catégorie qu'il rebattra trois autres fois.
Le 14 février 1951, il rencontre LaMotta une sixième fois lors d'un combat désigné après coup comme le « Massacre de la Saint-Valentin ». LaMotta, qui détient le titre de champion du monde des moyens depuis juin 1949, est déchu par Robinson sur un KO technique au 13e round. Après dix reprises d'une faible intensité où Robinson neutralise LaMotta, celui-ci relâche sa boxe et porte plusieurs séries intenses de coups durant trois rounds. Le combat est stoppé lors du treizième des quinze rounds et Robinson inflige à LaMotta son premier KO légitime en 95 combats professionnels,. La rivalité entre les deux boxeurs, qui se conclut par ce sixième et dernier combat, est l'une des trames du film consacré à LaMotta par Martin Scorsese, Raging Bull. Au sujet de cette rivalité, Jack LaMotta déclare plus tard : « J'ai combattu Sugar Ray si souvent que j'en ai presque eu du diabète ».
Après la conquête de ce titre mondial, le second de sa carrière, il effectue une nouvelle tournée à travers l'Europe pour y affronter les meilleurs boxeurs du continent. Il embarque avec lui sa Cadillac rose et tout un entourage de treize proches venus « juste pour se marrer »,.
Des manières qui étonnent les Français qui le considèrent malgré tout comme un héros en raison de sa victoire contre LaMotta qui avait obtenu son titre mondial en battant l'icône locale Marcel Cerdan à Détroit. Durant son passage en France, il rencontre le président Vincent Auriol et se permet d'adresser, de façon impromptue, quatre bises à la première dame, rompant alors avec la bienséance d'une cérémonie convenue organisée en son honneur. Cette même année, il crée à Paris un club de jazz Le Ringside qui va fonctionner jusqu'en 1957 au 18, rue Thérèse, dans le quartier du Palais-Royal.
Après Paris, Zurich, et Anvers, il se rend à Berlin pour y affronter Gerhard Hecht. Pour avoir porté un coup au niveau des reins, Robinson est disqualifié car celui-ci est interdit en Europe, à l'inverse des États-Unis ; le combat est toutefois annulé plus tard par les autorités germaniques. Après une victoire à Turin, il se rend à Londres pour y affronter l'Anglais Randy Turpin contre qui il remet en jeu sa ceinture mondiale le 10 juillet 1951. Dans un combat serré, c'est finalement son adversaire Turpin qui s'impose aux points à l'issue des quinze rounds, infligeant à Robinson la deuxième défaite de sa carrière. Cependant, à la faveur d'une revanche organisée dans la foulée le 12 septembre 1951 aux Polo Grounds de New York devant plus de 60 000 personnes, il regagne son titre mondial en mettant Turpin KO. Robinson est en tête au pointage des juges dans la première partie du combat jusqu'au moment où il encaisse un coup lui entaillant profondément le visage. Craignant que ce combat ne soit prématurément arrêté par l'arbitre, il se rue sur le Britannique et lui assène un déluge de coups qui le mettent définitivement hors de combat. Cette victoire fait sortir de leur résidence nombre d'habitants d'Harlem qui se mettent à danser et célébrer Sugar Ray Robinson. Notamment grâce à ce succès, il est nommé boxeur de l'année 1951 par le Ring Magazine.
En 1952, il accorde une revanche à Olson qu'il remporte par décision. Il vainc après cela l'ancien champion du monde Rocky Graziano au bout de trois reprises, avant de défier le champion du monde des poids mi-lourds Joey Maxim au Yankee Stadium le 25 juin 1952. Robinson façonne progressivement un avantage auprès des tables de marque des trois juges, mais les 39 °C vont changer la donne. Indisposé par la chaleur, l'arbitre est tout d'abord remplacé avant que Robinson, moins rapide qu'à l'accoutumée, s'effondre tout à la fin du 13e round. À la reprise, il n'a toujours pas repris conscience et est déclaré KO pour la première et unique fois de sa carrière.
Après cette défaite, il annonce sa retraite et décide de se lancer dans le show business. Trois ans après, il annonce son prochain retour sur les rings.

### Retour

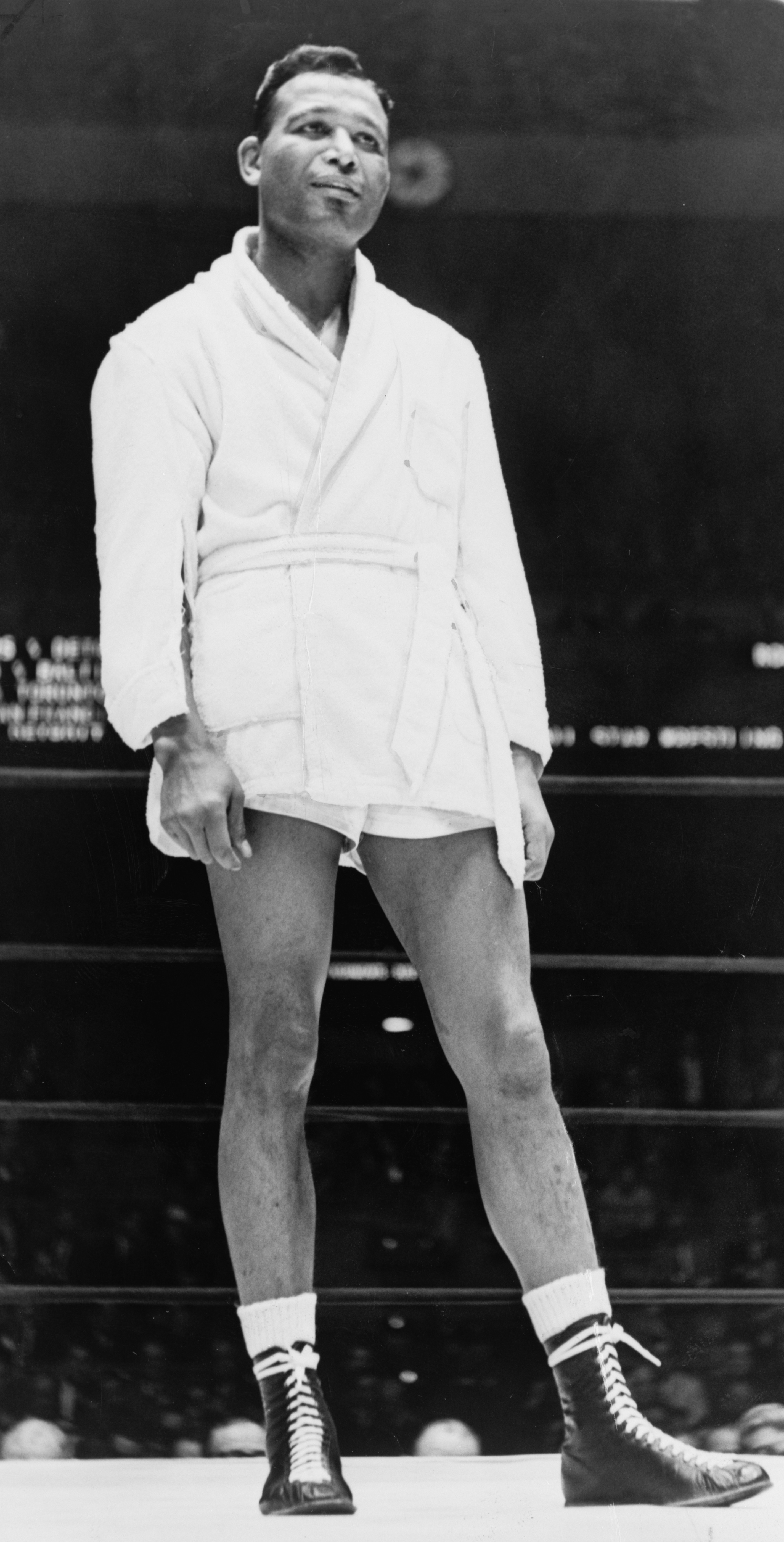
Dernière apparition de Sugar Ray Robinson sur le ring à Madison Square Garden en 1966.

Il est de retour sur les rings à la fin de l'année 1954 et regagne le titre mondial des poids moyens le 9 décembre 1955 en battant par KO Bobo Olson en 2 rounds. Il défendra victorieusement le titre à deux reprises en 1956. Il perd ce titre le 2 janvier 1957 face à Gene Fullmer, mais le regagne lors de la revanche le 1er mai 1957 sur un crochet du gauche à la cinquième reprise.
Il en va de même face à Carmen Basilio : Ce dernier le bat par décision partagée en 15 rounds le 23 septembre 1957, mais le 25 mars 1958, Robinson remporte la revanche. Ces deux combats seront nommés combat de l'année par Ring Magazine. Il perd une nouvelle fois titre le 22 janvier 1960 face à Paul Pender, et s'incline également lors de la revanche. Il ne combattra plus jamais pour un titre mondial.
Ray entame ensuite la longue liste de ses combats « en trop », comme face à Fullmer en mars 1961, puis Giardello en juin 1963. Afin de résorber ses dettes fiscales, il boxe à travers l’Europe et les États-Unis, n'étant plus que l'ombre de lui-même, réduit à combattre espoirs et « seconds couteaux » parfois pour moins de 700 dollars. Il dispute son dernier combat le 10 novembre 1965. Sa carrière professionnelle s'étend ainsi du 4 octobre 1940 au 10 novembre 1965.
Ray tournera quelques films, puis ouvrira un night-club à Harlem, avant que le fisc le lui saisisse, et créera une fondation afin d’aider les jeunes déshérités.
Il meurt le 12 avril 1989 à Culver City près de Los Angeles, des suites du diabète et de la maladie d’Alzheimer. Sa veuve Millie Robinson meurt en 1995, à 76 ans.

## Style et influences
Idéalement proportionné, Sugar Ray Robinson combinait puissance, vitesse et précision. Styliste à la pureté rarement égalée, il pouvait cependant se transformer en redoutable frappeur. Jack Newfields analyse : « Tout ce qu’on rêve d’avoir entre les cordes, Ray Robinson le détenait. L'aisance gestuelle, le délié du jeu de jambes, la fluidité et la précision des jabs, l’élégance dans ses déplacements, la foudre dans ses deux poings, le sens inné des esquives et la science des feintes, la vitesse d’exécution et le geste juste au moment crucial. Tout un rêve ! ». Défensivement, il utilise tout le ring grâce à une fabuleuse mobilité et joue sur son habileté à bloquer ou à éviter les coups.
Jamais mis réellement hors combat avant la limite, ses rares voyages au tapis (10 : seuls Grispos, LaMotta, Levine, Bell, Villemain, Graziano, Giardello, Wilf Greaves à deux reprises et Joey Archer lors de son ultime sortie réussirent cet exploit !) prouvèrent qu’il possédait également une grande capacité de récupération.
Avec par ailleurs une boxe à laquelle est généralement associée la notion de beauté, il est souvent considéré comme le plus « parfait » combattant de l’histoire. Mohamed Ali disait ainsi de lui : « Ray Robinson a été l’unique boxeur meilleur que moi de toute l’histoire. À une époque où ses adversaires potentiels étaient des vrais durs (Servo, Zale, LaMotta, Cerdan, Graziano, Fullmer, Basilio…), Ray transforma ce sport brutal en véritable art ».

### Dans la bande dessinée
Dans Il y a un sorcier à Champignac, Franquin nomme un champion de boxe Reg Couguar Bangbinson, référence évidente à Sugar Ray Robinson.

## Distinctions
- Sugar Ray Robinson est élu boxeur de l'année en 1942 et 1951 par Ring Magazine.
- Basilio - Sugar Ray Robinson I est élu combat de l'année en 1957.
- Sugar Ray Robinson - Basilio II est élu combat de l'année en 1958.
- Il est introduit à l'International Boxing Hall of Fame dès sa création en 1990.

Franc-maçon, il était membre de la Joppa Lodge de Prince Hall, à l'Orient de New York City.